# Sunshine State of Mind
Sunshine State of Mind — третий студийный альбом американской рок-группы We the Kings из Брейдентона (Флорида). Он был выпущен 5 июля 2011 года на лейблах S-Curve Records и Virgin Records.

## История
При написании нового материала We the Kings использовали фортепиано и акустические гитары. Трэвис Кларк объяснил, что он «хотел, чтобы все песни можно было свести к акустике и вокалу, и [группа] построила их на этом».

## Отзывы
| Оценки критиков   | Оценки критиков |
| Источник          | Оценка          |
| ----------------- | --------------- |
| AbsolutePunk      | 46%             |
| AllMusic          | [ 1 ]           |
| Alternative Press | [ 4 ]           |
| Sputnikmusic      | [ 2 ]           |

Альбом Sunshine State of Mind получил от смешанных до негативных отзывов от музыкальных журналистов. Он дебютировал на 45-м месте в Billboard 200 в США и на 9-м месте в чарте рок-альбомов. Это последний альбом с участием басиста Дрю Томсена.
Рецензент AllMusic Эндрю Лихи отметил, что «Sunshine State of Mind — это дань уважения родному штату We the Kings. Тексты песен относятся к тем же категориям, что и на предыдущих альбомах — либо девушка уходит от парня, либо парень уходит от девушки, и оба описаны с литературной полуправдой, которую можно найти в школьном журнале по литературе, — и они наполнены большим количеством бессловесных слогов, чтобы максимизировать их потенциал для пения. Sunshine State of Mind — это лёгкий, беззаботный альбом, с достаточной мелодичной массой, чтобы его песни не улетали из головы слушателей в эфир».

## Список композиций
Все тексты написаны Travis Clark, кроме указанных, вся музыка написана Travis Clark, Sam Hollander и Dave Katz, кроме указанных.
| №   | Название                                                                                             | Длительность |
| --- | --- | ------------ |
| 1.  | «Friday Is Forever» (слова: Clark, Robert Schwartzman / музыка: Clark, Hollander, Katz, Schwartzman) | 3:05         |
| 2.  | «Say You Like Me»                                                                                    | 3:29         |
| 3.  | «Every Single Dollar» (музыка: Clark)                                                                | 2:53         |
| 4.  | «The View from Here»                                                                                 | 4:05         |
| 5.  | «The Secret to New York»                                                                             | 3:02         |
| 6.  | «Sleep with Me»                                                                                      | 3:41         |
| 7.  | «Over You»                                                                                           | 3:27         |
| 8.  | «Kiss Me Last»                                                                                       | 2:56         |
| 9.  | «Somebody to Call My Own»                                                                            | 3:52         |
| 10. | «You and Only You»                                                                                   | 3:08         |

| №   | Название | Длительность |
| --- | -------- | ------------ |
| 11. | «Summer» | 2:43         |

## Чарты
| Чарт (2011)                   | Высшая позиция |
| ----------------------------- | -------------- |
| США Billboard 200             | 45             |
| США Billboard Top Rock Albums | 9              |